# عناب (مدينة)
عناب ( عناف ) مدينة مذكورة في الكتاب المقدس. كانت إحدى مدن جبال يهوذا التي طرد منها يشوع العناقيين.

## تاريخ
كان موقع أناف في موقع خربة عناب اليوم. وهي تقع بين التلال، 10 أميال جنوب-جنوب غرب الخليل في الضفة الغربية .
ذكر عناب في يشوع 11:21 -
«وجاء يشوع في ذلك الوقت وقطع العناقيين من الجبل، من حبرون ، من دبير، من عناب، ومن كل جبل يهوذا، ومن كل جبل إسرائيل؛ دمرتهم مع مدنهم». - ترجمة جمعية النشر اليهودية (1917).
في وقت لاحق، أدرج يشوع 15:50 موقع عناب كواحد من عدد من المواقع المدمجة في الأجزاء الجبلية من أراضي سبط يهوذا.